# Martin Kusý
Martin Kusý (14. listopadu 1916, Dobroč, Rakousko-Uhersko (nyní Slovensko) – 24. února 1989, Bratislava, ČSSR) byl slovenský architekt, vysokoškolský pedagog, odborný publicista a zasloužilý umělec.

## Životopis
- 1936 – 1939 studium na Českém vysokém učení technickém ČVUT v Praze
- 1940 – 1942 po uzavření českých vysokých škol nacisty a krátké praxi studoval v letech 1940-1942 na Vysoké skole technické ve Vídni
- 1943 – obhájil titul Doktor technických věd u profesora S. Theisse ve Vídni
- 1943 – 1944 pracoval u Milana Michala Harmince
- 1944 – 1945 bojoval v Slovenském národním povstání
- 1945 – 1946 pracoval v Bratislavě ve Státním plánovacím a statistickém úřadu při obnově válkou zničených obcí na východním Slovensku.
- 1947 – 1964 pracoval v řídících funkcích v různých projektových organizacích
- 1948 – založil Stavprojekt a stal se prvním předsedou Spolku slovenských architektů
- 1950 – pracoval v Krajském návrhovém středisku
- 1951 – 1952 práce ve Výzkumném ústavu pro stavebnictví a architekturu
- 1954 – byl ředitelem Hlavní správy projektových ústavů na Slovensku
- 1954 – 1961 pracoval ve Státním projektovém ústavu pro výstavbu měst a vesnic
- 1962 – 1964 působil ve Slovenském ústavu památkové péče a ochrany přírody
- 1964 – 1986 pedagogicky působil na VŠVU v Bratislavě, kde byl v roce 1978 jmenován řádným profesorem
- 1968 – 1972 prorektor VŠVU v Bratislavě

## Ceny a soutěže

### Ocenění
- nositel Řádu SNP II. třídy 1945
- cena Dušana Jurkoviče 1965 a 1973
- vyznamenán československou Medailí za chrabrost 1945
- vyznamenání Za zásluhy o výstavbu 1965
- 1981 a 1982 získal významné státní ocenění Řád práce a byl mu udělen titul zasloužilý umělec
- 1985 byl oceněn cenou Martina Benky za monografii Emil Belluš

### Soutěže
- zúčastnil se soutěží při řešení budovy Slovenského plánovacího úřadu
- ve 2. kole soutěže s Havlíčkem a Hilským 1951
- Projekt budovy velvyslanectví v Pekingu, 2. cena, 1957
- Dostavba budovy ČVUT V Praze, 2. cena, se Štefanem Svetkem
- Projekt budovy VŠD v Žilině/2. cena, s L. Lýskem a S. Talašem 1961

## Architektonická tvorba
Tvořil v poválečné době. Byl mistrem proporce, hledačem výsledné harmonie hmot a prostorů – toto je znak táhnoucí se celou jeho architektonickou tvorbou. Podařilo se mu tvořit architekturu ve všech jejích typologických podobách. Urbanismus sídel, krajiny, parků, domy pro bydlení rodinné i kolektivní, školy, administrativní budovy, historické rekonstrukce, domy pro vědu, ambasády, muzeum, přehrady, památníky, hrobky a náhrobky.

## Dílo
- Sídliště v Považské Bystrici, Podbrezové, Valaské, Lovinobani, Zlatné
- Sídliště u stanice v Banské Bystrici, 1953
- Budova strojnické fakulty v Bratislavě, 1958 — 1962
- Administrativní budova Pravdy (dnes Danubiaprint) v Bratislavě, 1957 – 1960
- Hrobka Ľudovíta Fully v Ružomberku, 1962
- Památník SNP v Kuneradu
- Budova Ústavu stavebnictví a architektury SAV na Patrónke v Bratislavě, 1960
- Internáty v Nitře a Liptovském Hrádku
- Obytný dům v Bratislavě a v Gajanově ulici
- SVŠ v Novohradské ulici v Bratislavě, 1954
- Československé velvyslanectví v Pchongjangu, Korea, 1956
- Hydrocentrála u Nového Města nad Váhem, 1948
- Oravská vodní nádrž
- Obchodní a administrativní budova Omnia v Dunajské ulici v Bratislavě, 1967
- Muzeum Slovenské národní rady v Myjavě, 1966

Autor monografií, studií a článků, spolutvůrce encyklopedických děl, autor publikací:
- Architektúra na Slovensku 1918-45 ; 1971
- Architektúra na Slovensku 1945-75 ; 1976
- Od remesla po design' ; 1974
- mnoho odborných statí v časopisech Projekt ; Architektúra ČSSR